# Herut
Herut (Hebraisk: חרות, "Frihed") var det store politiske højre-fløjs-parti i Israel fra 1948 indtil dets formelle sammensmeltning med andre partier i Likud i 1973. Herut var en tilhænger af den revisionistiske zionisme. 
Menachem Begin var en af partiets kendte skikkelser.
| Politisk parti | Spire Denne artikel om et politisk parti eller gruppe er en spire som bør udbygges. Du er velkommen til at hjælpe Wikipedia ved at udvide den. |